# Viaduc d’Auteuil
Der Viaduc d’Auteuil war eine Eisenbahnbrücke im westlichen Teil von Paris, welche die Bahnstrecke Chemin de Fer de Petite Ceinture von Auteuil im 16. Arrondissement als Hochbahn entlang des Boulevard Exelmans und dann über den Pont du Point-du-Jour in das 15. Arrondissement führte. Die Brücke wurde zwischen 1863 und 1865 errichtet und bildete über der Seine mit dem Pont du Point-du-Jour eine Doppelstockbrücke.
Der in Mauerwerk gebaute Viaduc d’Auteuil war 1073 Meter lang und bestand aus 151 Bögen, wobei die Uferstraßen entlang der Seine mit Bögen größerer Spannweite überbrückt wurden. Auf dem Viadukt befand sich die Haltestelle Point du Jour des Chemin de Fer de Petite Ceinture. Der Personenverkehr auf der Bahnstrecke wurde im Sommer 1934 eingestellt, die Brücke wurde 1959 abgebrochen.
An der Stelle des Pont du Point-du-Jour und des Viaduc d’Auteuil befindet sich seit den 1960er Jahren die Straßenbrücke Pont du Garigliano.

## Galerie

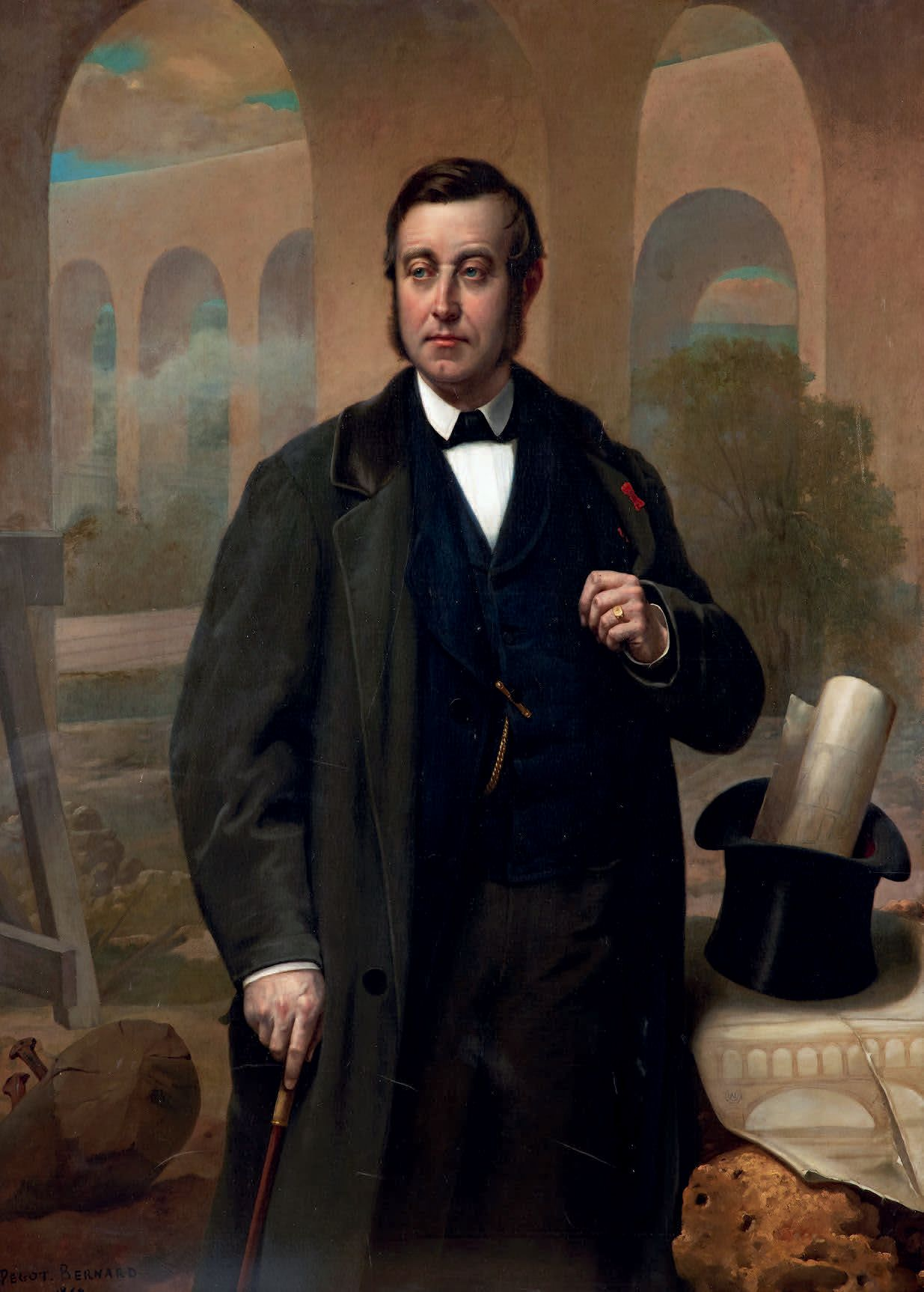
Porträt des Architekten Albert Bassompierre-Sewrin, Erbauer des Bauwerks, mit dem Auteuil-Viadukt im Hintergrund (1869)
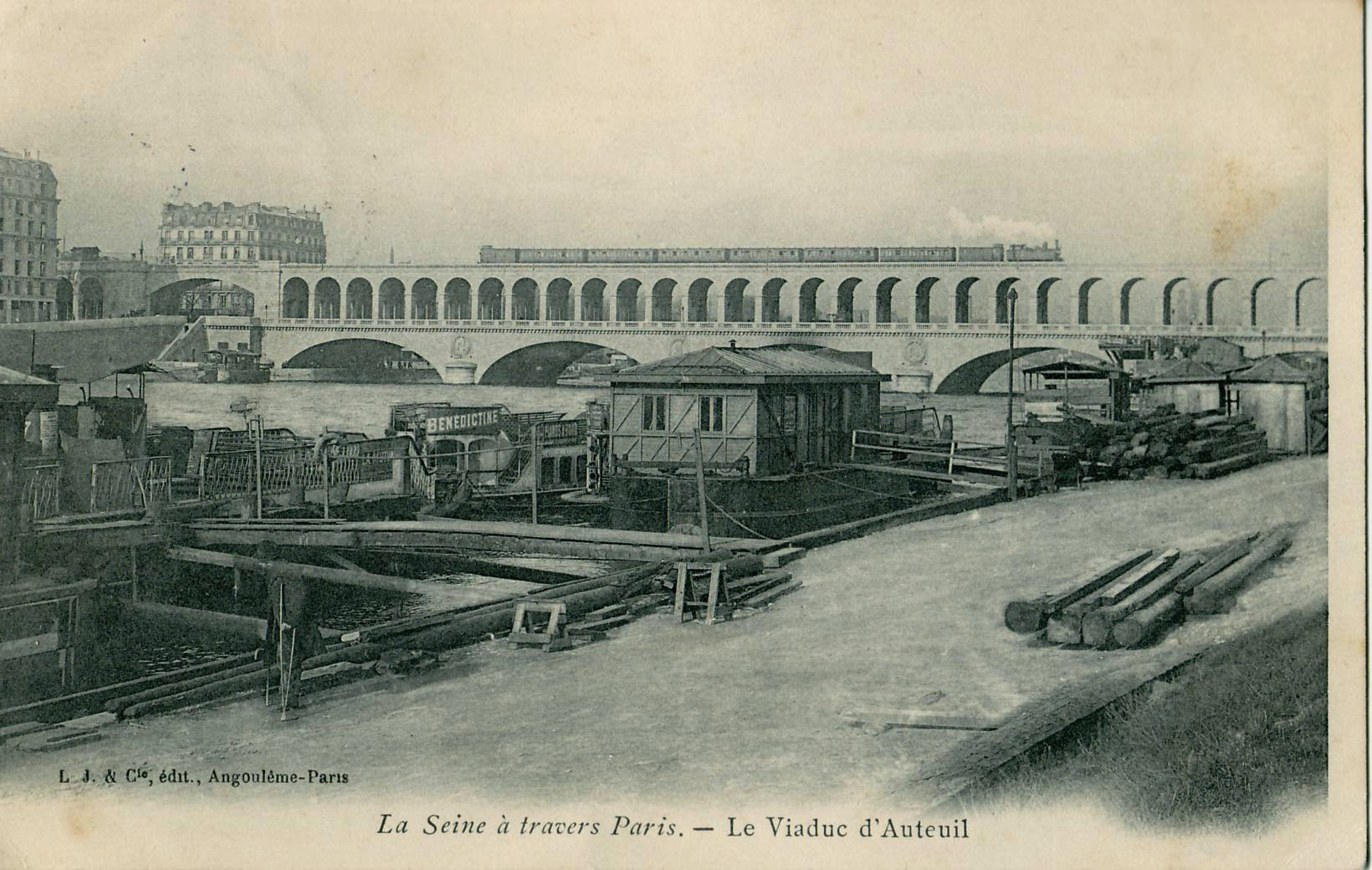
Pont du Point-du-Jour mit dem Viadukt von Auteuil vor dem Ersten Weltkrieg
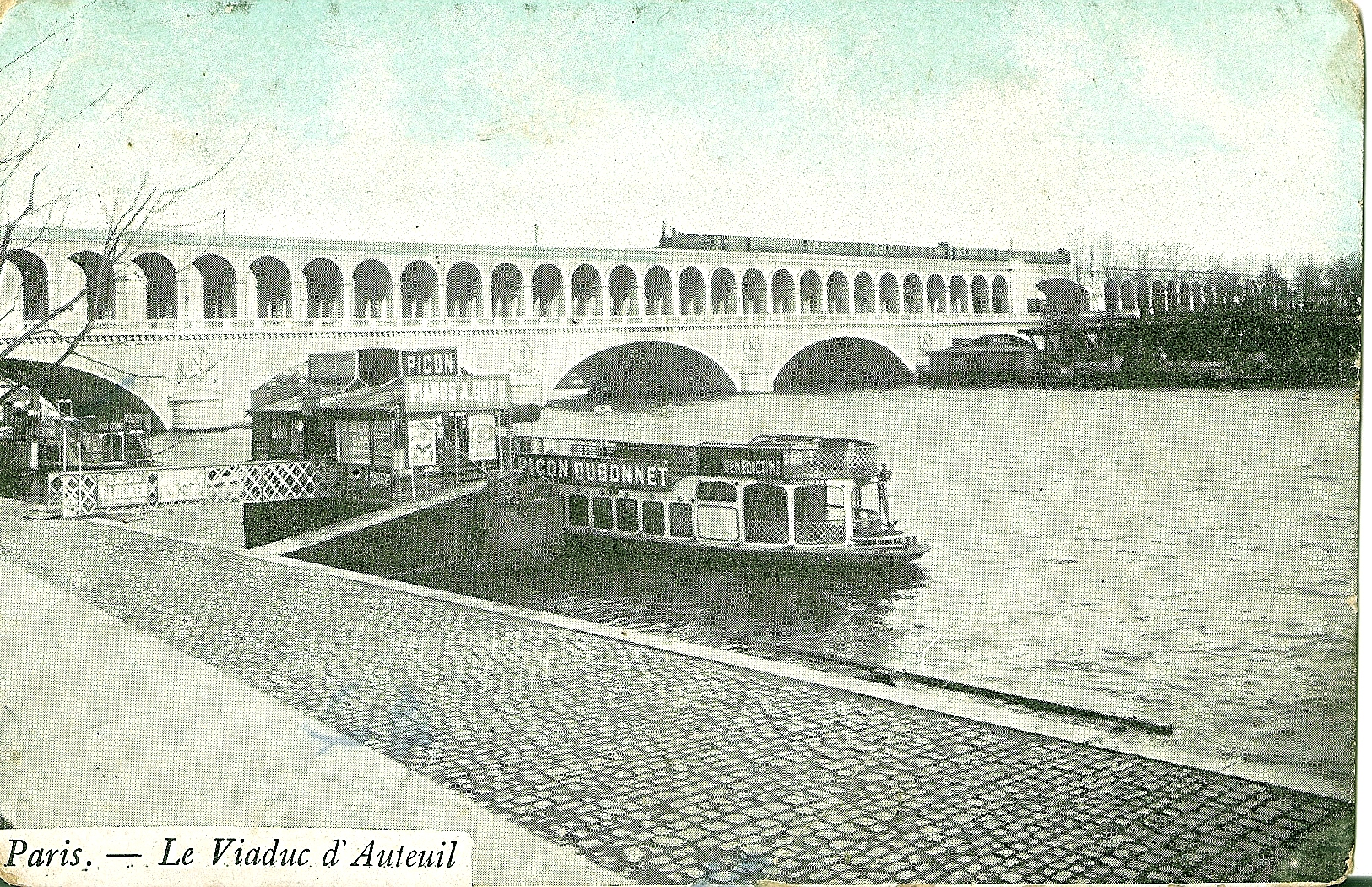
Die Brücke im frühen 20. Jahrhundert
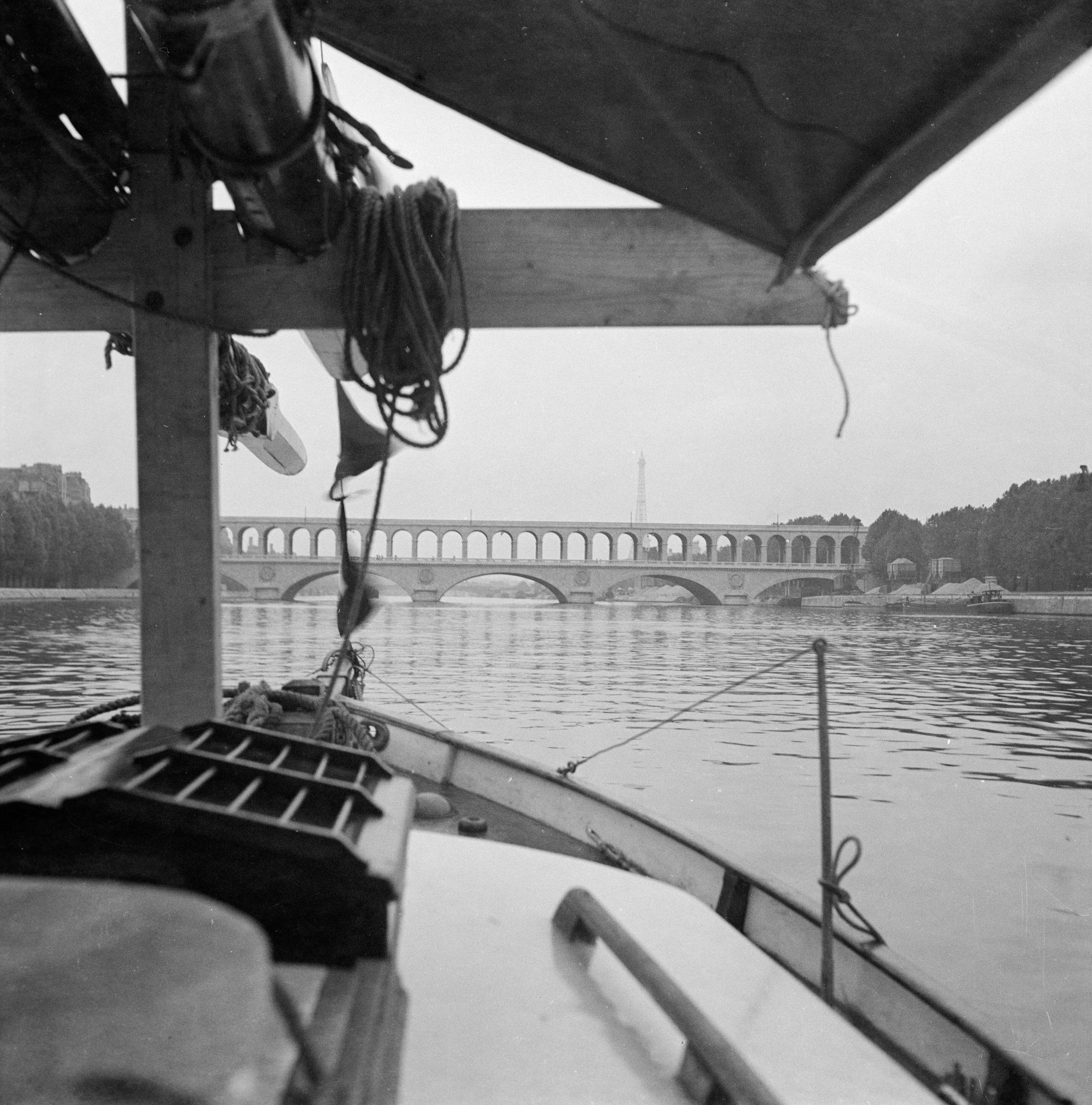
Aufnahme aus dem Jahr 1948, aufgenommen von Göran Schildt